# Лук репчатый
Лук ре́пчатый (лат. Állium cépa) — многолетнее травянистое растение, вид рода Лук (Allium) подсемейства Луковые (Allioideae) семейства Амариллисовые (Amaryllidaceae), широко распространённая овощная культура.

## Описание
| |
| |
| |
| |
| Сверху вниз: Соцветие раскрытое и закрытое (в чехле); отдельные цветки; листья и луковица; жёлтый, фиолетовый и белый лук |

Многолетнее растение (в культуре — двулетнее или трёхлетнее).
Луковица до 15 см в диаметре, плёнчатая. Наружные чешуи сухие, жёлтые, реже фиолетовые или белые; внутренние — мясистые, белые, зеленоватые или фиолетовые, расположены на укороченном стебле, называемом донцем. На донце в пазухах сочных чешуек находятся почки, дающие начало дочерним луковицам, образующим «гнездо» из нескольких луковиц.
Листья трубчатые, сизо-зелёные.
Цветочная стрелка до 1,5 м высотой, полая, вздутая, оканчивается многоцветковым зонтиковым соцветием. Цветки на длинных цветоножках. Околоцветник зеленовато-белый, до 1 см в диаметре, из шести листочков, тычинок шесть; пестик с верхней трёхгнездной завязью. Иногда в соцветии кроме цветков образуются мелкие луковички.
Плод — коробочка, содержащий до шести семян. Семена чёрные, трёхгранные, морщинистые, мелкие.
Цветёт в июне—июле. Плоды созревают в августе.

### Болезни и вредители
- Луковая муха — наиболее опасный вредитель
- Пероноспороз
- Шейковая гниль — грибковое заболевание, приводящее к порче луковиц при хранении.

## Химический состав
Луковицы содержат 8—14 % сахаров (фруктоза, сахароза, мальтоза, полисахарид инулин), белки (1,5—2 %), витамины (аскорбиновая кислота), флавоноид кверцетин, ферменты, сапонины, минеральные соли калия, фосфора, железа и др., фитонциды.
В зелёных листьях лука содержатся сахара, белки, аскорбиновая кислота. В луковицах и листьях имеется эфирное масло, придающее им специфический запах и острый вкус, серосодержащие соединения, йод, органические кислоты (яблочная и лимонная), слизи, пектиновые вещества, гликозиды.
Лук стимулирует выделение пищеварительных соков, оказывает мочегонное и некоторое успокаивающее действие. Фитонциды лука определяют бактерицидное и антигельминтное свойства растения.
Резь в глазах и слезотечение при резке лука возникают вследствие наличия в клетках луковицы 1-пропенил-l-цистеин-сульфоксида (PRENCSO, производное цистеина) и ферментов аллииназы (аллиин-лиазы) и LFS (lachrymatory-factor syntase, синтаза фактора слезотечения). При нарушении целостности клеток и их вакуолей PRENCSO под действием аллииназы превращается в 1-пропенсульфокислоту, которая в свою очередь при помощи LFS превращается в летучий фактор слезотечения — 1-сульфинилпропан. Попадая на слизистую оболочку глаз, он возбуждает ноцицепторы, что и вызывает слезотечение.

## Значение и применение
В культуре известен свыше 5 тысяч лет.
Священным овощем считался в Древней Греции. Там луковица была символом устройства вселенной. Защитник лесов и полей бог Пан, согласно мифологии, был сыном Зевса и нимфы Онеис (единство), являвшейся центром всякого движения, центром, к которому прикреплялись небесные тела, словно слои кожиц на луке. На праздниках фигуру Пана осыпали луком. В Дельфах существовал обычай: кто приносил самую крупную луковицу, — получал от жрецов подарок.
Древние египтяне почитали луковицу, считая её сферическую форму и концентрические кольца символами вечной жизни. Лук использовался в египетских захоронениях, о чём свидетельствуют его следы в глазницах Рамсеса IV.
Средняя урожайность репчатого лука — около 350 центнеров с гектара. Лучший урожай достигается при температуре 18-20 °С. При температуре ниже 13 °C развитие луковиц замедляется, устойчивость к заболеваниям снижается. При жаркой сухой погоде ухудшается вкус зелени.
Выведено множество сортов, различающихся вкусом и количеством луковиц, а также скороспелостью. В Крыму популярен лук с фиолетовой кожурой, так называемый ялтинский лук. Острые сорта выращиваются в двухлетней культуре, сладкие и полуострые — в однолетней.
Путешествовавший в 1927 году по Испании Николай Вавилов отмечал самую высокую в мире урожайность валенсийского сорта лука репчатого, достигавшую 5 тысяч пудов с одного гектара. В Валенсии в то время под посевы этого сорта использовалось больше 9 тысяч гектаров:134, 138.

### Применение в кулинарии
Репчатый лук — одна из важнейших овощных культур. Луковицы и листья используются как приправа в консервной промышленности, к салатам, винегретам, грибам, овощным и мясным блюдам, а также как пряно-витаминная закуска и вкусовая добавка к супам, соусам, подливкам, фаршам.
Луковица с водой и чёрным хлебом с солью на Руси была обыденной пищей крестьян. Из лука, хлеба и воды с добавлением постного масла готовили тюрю. Во времена Ивана Грозного популярным лакомством считалась рубленая печёнка с луком, жаренная на сковороде. В постные дни приготовляли ботвинью с луком и «луковки» — пироги с начинкой из поджаренного лука. Типично боярским блюдом была икра, смешанная с сырым, мелко рубленным луком. В русском фольклоре лук называют змеиным зельем или змеиной травой отчасти за его жгучий вкус, к тому же змеям приписывали знание всех полезных растений.
Чаще всего лук употребляется в сыром виде или поджаренным на сале или растительном масле до золотистого цвета. Сырой лук добавляют в колбасные и мясные изделия, творог, сыры, хлеб с салом. Лук также запекают, варят или тушат.
Большой любовью лук пользуется во Франции, где вплоть до XX века луковый суп входил в армейское меню.

### Применение в науке
Лук репчатый используется в качестве модельного организма в методе Allium test, применяемом для генотоксикологических исследований.
В России в школьном курсе ботаники (биологии) ознакомление учащихся с устройством клетки растений и с практикой микроскопического исследования начинается с изучения препарата из тонкой кожицы, разделяющей чешуйки луковицы, окрашенной раствором иода и рассматриваемой «на просвет». Причиной такого выбора является крупный размер и весьма характерный вид этих клеток, а также отсутствие необходимости приготовления тонкого среза.

### Применение в медицине
В медицине лук известен со времён Гиппократа. Лечебные свойства лука признавали все народы. Римляне считали, что сила и мужество солдат увеличиваются при употреблении лука, поэтому он входил в военный рацион. Припарками из лука в Древнем Риме лечили глазные болезни: лук вызывал слёзы, тем самым очищая и дезинфицируя глаза.
В Египте луку воздавали почести, как божеству. При Гиппократе лук прописывали больным ревматизмом, подагрой, а также от ожирения. Знаменитый персидский врач и учёный Ибн Сина (Авиценна) в начале XI века писал о луке: «Съедобный лук особенно помогает от вреда плохой воды, если бросить в неё очистки лука, это одно из средств, уничтожающих её запах… Луковый сок полезен при загрязнённых ранах, смазывать глаза выжатым соком лука с мёдом полезно от бельма… Луковый сок помогает от ангины. Съедобный лук вследствие своей горечи укрепляет слабый желудок и возбуждает аппетит». На Востоке существовала поговорка: «Лук в твоих объятиях — проходит всякая болезнь».
Время появления лука на Руси точно не установлено, но известно, что уже с давних пор он был одним из главных пищевых продуктов и считался универсальным средством, предохраняющим и излечивающим болезни. В старинных русских лечебниках-травниках приводили такую рекомендацию: «во время морового поветрия или иных прилипчивых болезней нужно развешивать в комнатах связки луковиц, отчего не проникает в них зараза, да и воздух в покоях очистится… Во время скотского падежа нанизывают на нитку поболее луковиц и чесночных головок и привязывают на шею коровам, лошадям и другим домашним животным, чтобы не заразились». Профессор Н. 3. Умиков приводит свидетельства современников о том, что во время большой эпидемии брюшного тифа в 1805 году русские, потреблявшие в большом количестве лук, не заболевали тифом и чумой.
Лук — хорошее витаминное средство, особенно рекомендуемое в зимне-весенний период, но используемое круглый год. Значительное количество минеральных солей способствует нормализации водно-солевого обмена в организме, а своеобразный запах и острый вкус возбуждают аппетит.
Лук широко используется в современной медицине. Из лука репчатого получены препараты «Аллилчеп» и «Аллилглицер». «Аллилчеп», оказывающий противомикробное действие, возбуждает моторику кишечника, используется как при поносах, так и колитах с наклонностью к запорам, при атонии кишечника, атеросклерозе и склеротической форме гипертонии. «Аллилглицер» рекомендуется для лечения трихомонадного кольпита в виде тампонов.
Лук — популярное косметическое средство во многих странах. Соком лука рекомендуют смазывать волосистую часть головы при себорее, гнездовой плешивости, для укрепления корней волос. При этом волосы становятся шелковистыми, мягкими и блестящими, а кожа не шелушится, не образуется перхоть. От луковичного сока бледнеют веснушки; приём лука внутрь, а также луковые маски (из смеси кашицы лука с мёдом) предупреждают появление морщин, кожа лица становится свежее.
Лук содержит меркаптометилпентанол — вещество, активно связывающее пероксинитрит.

### Иное применение
Ценный медонос, даёт пчёлам много нектара даже при очень жаркой погоде. Мёд светло-жёлтый, почти непрозрачный, при созревании теряет характерный привкус лука. Медовая продуктивность 100 кг/га. Содержащиеся алкалоиды могут вызывать отравление у пчёл.

## Таксономия
Вид Лук репчатый входит в род Лук (Allium) семейства Луковые (Alliaceae) порядка Спаржецветные (Asparagales).
|  |                                      |  |                                                             |                                                             |                   |  | ещё 24 семейства (согласно Системе APG II) | ещё 24 семейства (согласно Системе APG II) |                     |  |  |  | ещё более 870 видов |
|  |                                      |  |                                                             |                                                             |                   |  | ещё 24 семейства (согласно Системе APG II) | ещё 24 семейства (согласно Системе APG II) |                     |  |  |  | ещё более 870 видов |
|  |                                      |  |                                                             | порядок Спаржецветные                                       |                   |  |                                            |                                            | род Лук             |  |  |  |                     |
|  |                                      |  |                                                             | порядок Спаржецветные                                       |                   |  |                                            |                                            | род Лук             |  |  |  |                     |
|  | отдел Цветковые, или Покрытосеменные |  |                                                             |                                                             | семейство Луковые |  |                                            |                                            | вид Лук репчатый    |  |  |  |                     |
|  | отдел Цветковые, или Покрытосеменные |  |                                                             |                                                             | семейство Луковые |  |                                            |                                            |                     |  |  |  |                     |
|  |                                      |  | ещё 44 порядка цветковых растений (согласно Системе APG II) | ещё 44 порядка цветковых растений (согласно Системе APG II) |                   |  |                                            | ещё около 300 родов                        | ещё около 300 родов |  |  |  |                     |
|  |                                      |  |                                                             | ещё 44 порядка цветковых растений (согласно Системе APG II) |                   |  |                                            |                                            | ещё около 300 родов |  |  |  |                     |

### Разновидности
В рамках вида ранее выделяли несколько разновидностей, например:
- Allium cepa var. solaninum Alef.
- Allium cepa var. viviparum (Metzg.) Alef.

Иногда Лук-шалот (Allium ascalonicum) рассматривается как разновидность репчатого лука (Allium cepa var. aggregatum G.Don).

## Производство
Общемировое производство репчатого лука в 2016 году составило 93,1 миллиона тонн. При этом более 45 % мирового производства приходится на две страны — Китай и Индию.
| Индия            | 16813 | 22427 | 26738 |
| Китай            | 22200 | 23699 | 23659 |
| США              | 3242  | 3737  | 3821  |
| Египет           | 2024  | 2965  | 3155  |
| Турция           | 1735  | 2175  | 2280  |
| Пакистан         | 1692  | 1833  | 2122  |
| Иран             | 1938  | 1701  | 2064  |
| Бангладеш        | 1159  | 1866  | 1953  |
| Судан            | 1036  | 1600  | 1950  |
| Индонезия        | 964   | 1470  | 1815  |
| Россия           | 2080  | 1794  | 1738  |
| Нидерланды       | 1353  | 1780  | 1701  |
| Алжир            | 1183  | 1420  | 1665  |
| Мексика          | 1238  | 1620  | 1500  |
| Бразилия         | 1519  | 1615  | 1495  |
| Нигерия          | 900   | 1432  | 1382  |
| Испания          | 1169  | 1299  | 1319  |
| Нигер            | 592   | 1159  | 1310  |
| Япония           | 1098  | 1228  | 1263  |
| Узбекистан       | 1009  | 995   | 1256  |
| Республика Корея | 1195  | 1144  | 1168  |
| Мьянма           | 1142  | 1007  | 1058  |
| Украина          | 1141  | 976   | 1033  |
| Казахстан        | 573   | 744   | 993   |

### Производство в России
Валовые сборы репчатого лука в России в 2021 году в хозяйствах всех категорий 1 608,6 тыс. тонн. За год сборы сократились на 7,5 % (на 129,5 тыс. тонн). Без учёта хозяйств населения сборы репчатого лука в 2021 году составили 1 057,7 тыс. тонн (65,8 % в общем объёме), что на 9,0 % (на 104,9 тыс. тонн) меньше, чем в 2020 году и на 5,1 % (на 50,9 тыс. тонн) больше показателей 2016 года.

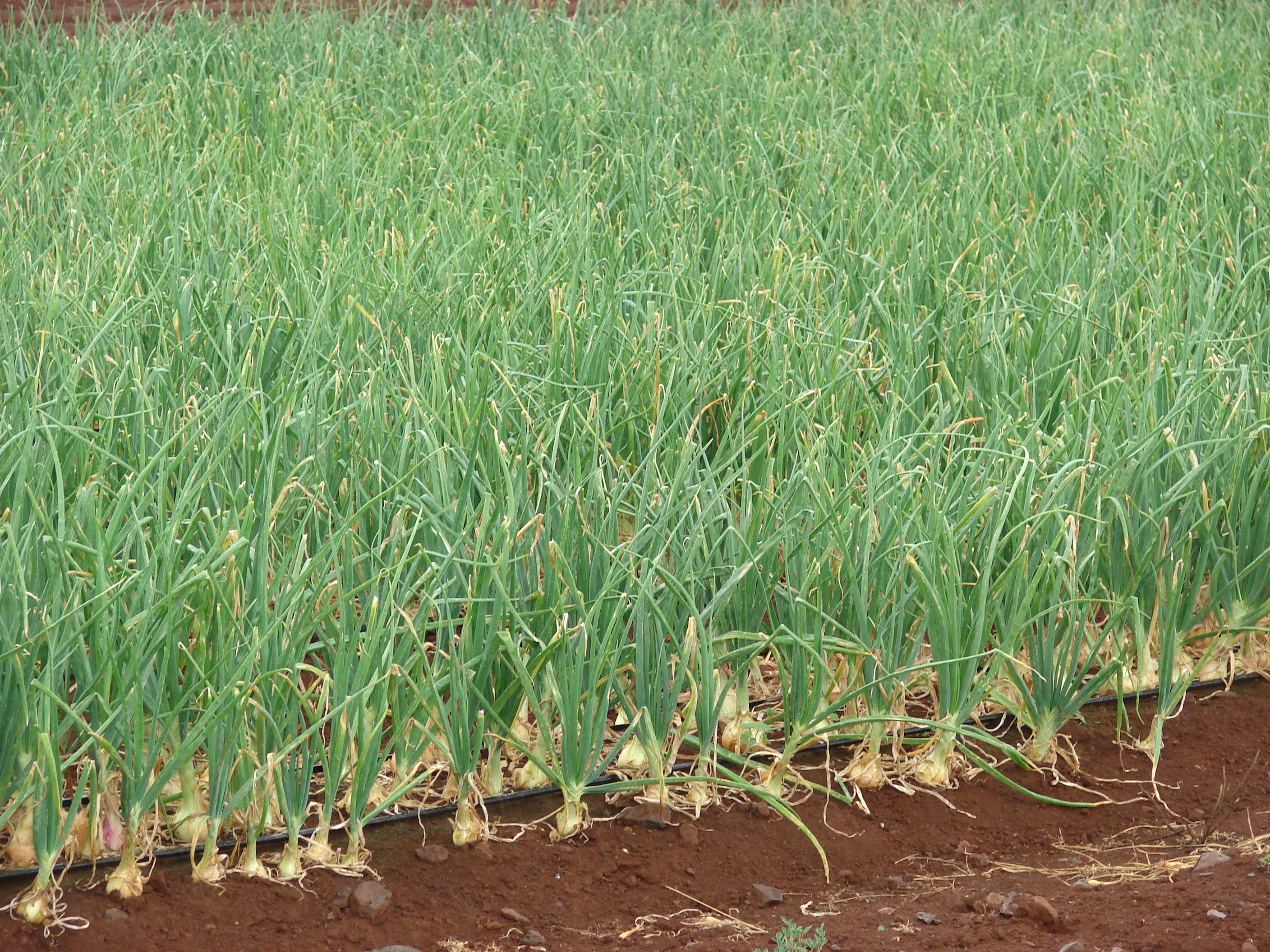
Плантация репчатого лука

На ТОП-5 регионов в 2021 году приходится 84,8 % от всех объёмов сборов репчатого лука промышленного выращивания. На промышленной основе он возделывается с использованием капельного орошения.
1. Ведущей по производству репчатого лука в 2021 году являлась Волгоградская область со сборами в 365,7 тыс. тонн (34,6 % в общем объёме сборов). За год производство сократилось на 2,5 % (на 9,4 тыс. тонн).
2. Астраханская область (276,7 тыс. тонн, 26,2 %).
3. Ростовская область (104,2 тыс. тонн, 9,8 %).
4. Саратовская область (90,1 тыс. тонн, 8,5 %).
5. Ставропольский край (59,9 тыс. тонн, 5,7 %).

Перспективы увеличения производства репчатого лука имеет Калмыкия, на сегодня имея положительный баланс рынка 6,5 тыс. тонн.
В 2022 году производство 70 % лука-севка России сосредоточено в Чувашской Республике, в основном в фермерских хозяйствах Батыревского района.